# Musica aleatoria
Con musica aleatoria (dal latino alea che significa dado   e traducibile in inglese con aleatoric music o aleatory music ed in francese con chance music) si intende un tipo di musica in cui alcuni elementi della composizione siano lasciati al caso e/o in cui alcuni elementi fondamentali nella realizzazione del lavoro di composizione siano lasciati alle libere decisioni dell'esecutore. Se la libertà di improvvisazione è limitata ad alcuni parametri (ad esempio l'improvvisazione tra determinate altezze) si parla di alea controllata. Il termine è spesso associato a procedure nelle quali l'elemento casuale involve ad un numero relativamente basso di possibilità.
Il termine aleatoric music divenne di uso relativamente comune fra i compositori europei attraverso la lettura che ne fece lo studioso di acustica Werner Meyer-Eppler nei Corsi estivi di Darmstadt per la Nuova Musica negli anni cinquanta. In accordo con la sua definizione, "un processo può essere definito "aleatorio" [...] se il suo sviluppo è stabilito nelle linee generali, ma dipende dal caso nei dettagli" (Meyer-Eppler 1987, 55). I termini tedeschi usati da Meyer-Eppler, Aleatorik (nome) and aleatorisch (aggettivo), indicano entrambi l'inglese "aleatory". A causa di un errore del traduttore fu coniato il termine inglese "aleatoric", che divenne rapidamente di moda (Jacobs 1966). A questo evento dobbiamo anche l'italiano "musica aleatorica". Solo recentemente nella lingua inglese è stata inserita la variante "aleatoriality" (Roig-Francolí 2008, 340).

## Evoluzione

### Primi precedenti
Alcune partiture, che possono essere considerata un precedente della composizione aleatoria, sono databili al tardo XV secolo con il genere catholicon, esposto da Johannes Ockeghem nel suo Missa cuiusvis toni.
Un antecedente a noi più vicino può invece essere rappresentato dai Musikalisches Würfelspiel (gioco dei dadi musicali), che ebbe una certa popolarità nel tardo XVIII secolo e nel primo XIX. Tali giochi consistevano in una sequenza delle misure musicali, per cui ogni misura aveva parecchie versioni possibili che venivano selezionate attraverso il lancio dei dadi (Boehmer 1967, 9–47).
L'artista francese Marcel Duchamp compose due brani tra il 1913 ed il 1915 basati su operazioni casuali. Una di queste, dal titolo Erratum Musical, scritta per tre voci, fu pubblicata nel 1934. Music of Changes (1951), del compositore statunitense  John Cage, viene spesso considerata la prima composizione concepita includendo quasi esclusivamente procedure casuali (Randel 2002, 17), sebbene la sua indeterminazione sia di un ordine diverso da quello teorizzato da Meyer-Eppler. Cage più tardi chiese a Duchamp: "Come mai usasti operazioni di casualità proprio mentre io stavo nascendo?" (Lotringer 1998).

### Uso nella modernità
Più recentemente, un uso significativo di caratteristiche tipiche dell'alea, sono riscontrabili nelle composizioni dell'americano Charles Ives. Henry Cowell aderì alle idee di Ives negli anni trenta, in lavori come Mosaic Quartet (String Quartet No. 3, 1934), permettendo agli esecutori di arrangiare frammenti di musica in diverse sequenze possibili. Cowell inoltre inventò annotazioni specifiche per introdurre tali variabili nell'esecuzione dal vivo delle composizioni, a volte istruendo gli esecutori ad improvvisare brevi passaggi o altre volte suonando ad libitum (Griffiths 2001). Alan Hovhaness, sviluppando il suo Lousadzak del 1944, usò procedimenti a prima vista assimilabili a quelli di Cowell, nei quali piccoli pattern con specifici toni e ritmi venivano assegnati ai singoli esecutori che li eseguivano ripetutamente, ognuno alla propria velocità senza tener conto della coordinazione con il resto dell'ensamble. Alcuni studiosi considerano la sfocatura risultante come "hardly aleatory, since exact pitches are carefully controlled and any two performances will be substantially the same" (Rosner and Wolverton 2001) sebbene, in accordo con altri scrittori, sostengano che questa tecnica è essenzialmente la stessa che più tardi fu usata da Witold Lutosławski (Fisher 2010).
Figura fondamentale dell'alea è il compositore statunitense John Cage (si veda, per quanto riguarda le composizioni per orchestra di Cage, l'Atlas Eclipticalis o il suo Concerto per pianoforte e orchestra).
In Europa il termine "aleatory music" fu reso popolare in particolar modo dal compositore francese Pierre Boulez (Boulez 1957).
Un altro notevole esempio di musica aleatoria europea, è Klavierstück XI scritta nel 1956 da Karlheinz Stockhausen che mise assieme 19 elementi da eseguirsi in una sequenza determinata in parti diverse da ogni musicista (Boehmer 1967, 72). Una forma lieve di Alea fu poi applicata da Witold Lutosławski nel suo Jeux Vénitiens del 1960-61 (Rae 2001), dove pur specificando totalmente passaggi di tono e di ritmo, include un elemento di casualità nella coordinazione ritmica delle parti interne all'ensamble.
In Italia è ritenuto "fondatore" della musica aleatoria il compositore e direttore Bruno Maderna, che fu uno dei primi a delinearne i caratteri principali (tra le composizioni più importanti di Maderna per quanto concerne l'uso della tecnica aleatoria vi sono la Grande Aulodia per flauto e oboe soli ed Orchestra, e successivamente le composizioni Biogramma, Aura e Quadrivium per quattro percussionisti e quattro gruppi d'Orchestra disposti nello spazio; inoltre, fra i tre composti, il III Concerto per Oboe ed Orchestra).
Altri italiani che applicarono le teorie della musica aleatoria furono Luciano Berio e Luigi Nono non fu da meno, specialmente con uno dei suoi ultimi e più celebri lavori, Fragmente-Stille, an Diotima per quartetto d'archi: prendendo spunto da frammenti di testo, Nono scrive delle brevissime parti (Fragmente-Stille appunto, frammenti-attimi) per i quattro esecutori, parti spesso non rigorose o precise, affidate alla sensibilità e all'improvvisazione degli artisti stessi.
Altri esponenti della musica aleatoria sono gli argentini Alberto Ginastera e Mauricio Kagel, il peruviano Leopoldo La Rosa e lo spagnolo Luis de Pablo.